# Музична педагогіка
Музична педагогіка — галузь педагогічної науки (загальної педагогіки), яка вивчає особливості освіти, навчання та виховання особистості засобами музичного мистецтва.
Музичну педагогіку слід відрізняти від окремих методик музичного навчання та виховання, так як вона є загальною наукою, зміст якої спрямований не на розвиток окремих музичних якостей людини, а на формування особистості.
Об'єкт музичної педагогіки — процес музичної освіти і виховання особистості.
Предметом музичної педагогіки слід вважати сукупність форм організації, методів, засобів та інших матеріальних і нематеріальних атрибутів музичного навчання й виховання, які складають цілісний процес професійної підготовки та формування особистості музиканта. Цей процес має конкретно історичний характер і відбувається відповідно до законів і закономірностей розвитку загальної педагогіки.